# 磷酸钬
磷酸钬是一种无机化合物，化学式为HoPO4。它的二水合物可由硝酸钬和稀磷酸在水溶液中反应得到。它的无水单晶也可由磷酸二氢铵和氧化钬在氧化铅-五氧化二磷（1:1）熔体中反应，生长得到。它和钼酸钠在高温反应，可以得到Na2Ho(MoO4)(PO4)。